# René Heyvaert
René Heyvaert (Gent, 1929 - Scheldewindeke, 1984) was een Belgisch architect en avant-garde kunstenaar.

## Biografie
René Heyvaert studeerde in 1947 architectuur aan Sint-Lucas te Gent. In 1954 vervulde hij zijn legerdienst in Kongo en liep er tuberculose op. In 1957 emigreerde hij naar Tennessee, USA. Eind de jaren 60 legde hij zich volledig toe op beeldende kunst.
Hij trad in 1957 in het huwelijk en had twee dochters.
Heyvaert raakte bij het grote publiek bekend doordat Kasper König hem tijdens Initiatief 86 postuum als centrale kunstenaar plaatste.

## Bekende werken
Zijn oeuvre bezit een geometrisch karakter en is sober. Het wordt omschreven als een fundamenteel formalisme. Hij maakte graag gebruik van basismaterialen zoals hout, karton en metaal. Daarnaast maakte hij moderne gebouwen die zijn tijd ver vooruit waren.

## Architectuur (een selectie van bekende werken)
- Paalwoning (Destelbergen), gerenoveerd door Vlaams Bouwmeester Peter Swinnen[5]